# J.B.ブカウスカス
ジェイコブ・アレン・ブカウスカス（Jacob Allen Bukauskas, 1996年10月11日 - ）は、アメリカ合衆国バージニア州ラウドン郡アシュバーン出身のプロ野球選手（投手）。右投右打。MLBのミルウォーキー・ブルワーズ傘下所属。

## 経歴

### プロ入り前
2014年のMLBドラフト20巡目（全体600位）でアリゾナ・ダイヤモンドバックスから指名されたが、契約せずにノースカロライナ大学チャペルヒル校へ進学した。2016年には第40回日米大学野球選手権大会にアメリカ合衆国代表として参加した。

### プロ入りとアストロズ傘下時代
2017年のMLBドラフト1巡目（全体15位）でヒューストン・アストロズから指名され、プロ入り。契約後、傘下のルーキー級ガルフ・コーストリーグ・アストロズでプロデビュー。A-級トリシティ・バレーキャッツでもプレーし、2球団合計で3試合に先発登板して防御率2.70、9奪三振を記録した。
2018年はルーキー級ガルフ・コーストリーグ・アストロズ、A-級トリシティ、A級クァッドシティーズ・リバーバンディッツ、A+級ビューズクリーク・アストロズ、AA級コーパスクリスティ・フックスでプレーし、5球団合計で14試合に先発登板して4勝2敗、防御率2.14、71奪三振を記録した。オフにはアリゾナ・フォールリーグに参加し、スコッツデール・スコーピオンズに所属した。
2019年は開幕からAA級コーパスクリスティでプレー。7月にはオールスター・フューチャーズゲームのアメリカンリーグ選抜に選出された。

### ダイヤモンドバックス時代
2019年7月31日にザック・グレインキーとのトレードで、コービン・マーティン、ジョシュ・ロハス、セス・ビアー、金銭と共にダイヤモンドバックスへ移籍した。移籍後は傘下のAA級ジャクソン・ジェネラルズでプレーし、移籍前を含めた2球団合計で22試合（先発16試合）に登板して2勝5敗1セーブ、防御率5.44、109奪三振を記録した。
2020年オフの11月20日にルール・ファイブ・ドラフトでの流出を防ぐために40人枠入りした。
2021年4月20日のシンシナティ・レッズ戦でメジャーデビューを果たした。5月15日に右肘屈筋の肉離れで10日間の故障者リスト入りとなった。その後、7月に戦列復帰した。この年メジャーでは21試合に登板して2勝2敗1セーブ、防御率7.79、14奪三振を記録した。
2022年はメジャー登板が無かった。マイナーではルーキー級アリゾナ・コンプレックスリーグ・ダイヤモンドバックス（ブラックとレッドの2球団）、AAA級リノ・エーシズでプレーし、3球団合計で23試合（先発1試合）に登板して0勝1敗1セーブ、防御率2.42、22奪三振を記録した。
2023年1月11日にDFAとなった。

### マリナーズ時代
2023年1月17日にウェイバー公示を経てシアトル・マリナーズへ移籍した。1月31日にDFAとなり、2月3日にマイナー契約となって傘下のAAA級タコマ・レイニアーズへ配属された。シーズン開幕はAAA級タコマで迎え、4月9日にメジャー契約を結んでアクティブ・ロースター入りした。だが、同日のクリーブランド・ガーディアンズ戦で2失点を喫すると、以降は登板が無いまま14日には再びDFAとなった。

### ブルワーズ時代
2023年4月18日にウェイバー公示を経てミルウォーキー・ブルワーズへ移籍した。同年は2球団で合計6試合に登板し、勝敗やセーブなどの主要な成績は記録しなかったものの、7奪三振を記録した。
2024年はメジャーで6試合に登板したがいずれも開幕直後のことであり、それ以降は故障に悩まされるなどした影響で、1年間マイナーで過ごした。
2025年1月17日にエルビン・ロドリゲスを獲得したことに伴ってDFAとなり、23日に40人枠を外れてAAA級ナッシュビル・サウンズに降格した。

## 投球スタイル
スライダーのキレは超一級品と言われる。

## 詳細情報

### 年度別投手成績
| 年 度    | 球 団    | 登 板 | 先 発 | 完 投 | 完 封 | 無 四 球 | 勝 利 | 敗 戦 | セ 丨 ブ | ホ 丨 ル ド | 勝 率 | 打 者 | 投 球 回 | 被 安 打 | 被 本 塁 打 | 与 四 球 | 敬 遠 | 与 死 球 | 奪 三 振 | 暴 投 | ボ 丨 ク | 失 点 | 自 責 点 | 防 御 率 | W H I P |
| -------- | -------- | ----- | ----- | ----- | ----- | -------- | ----- | ----- | -------- | ----------- | ----- | ----- | -------- | -------- | ----------- | -------- | ----- | -------- | -------- | ----- | -------- | ----- | -------- | -------- | ------- |
| 2021     | ARI      | 21    | 0     | 0     | 0     | 0        | 2     | 2     | 0        | 1           | .500  | 81    | 17.1     | 24       | 4           | 7        | 1     | 0        | 14       | 0     | 0        | 19    | 15       | 7.79     | 1.79    |
| 2023     | SEA      | 1     | 0     | 0     | 0     | 0        | 0     | 0     | 0        | 0           | ----  | 7     | 1.0      | 2        | 0           | 2        | 1     | 0        | 1        | 1     | 0        | 2     | 1        | 9.00     | 4.00    |
| 2023     | MIL      | 5     | 0     | 0     | 0     | 0        | 0     | 0     | 0        | 0           | ----  | 23    | 6.0      | 4        | 0           | 1        | 0     | 1        | 6        | 0     | 0        | 0     | 0        | 0.00     | 0.83    |
| '23計    | MIL      | 6     | 0     | 0     | 0     | 0        | 0     | 0     | 0        | 0           | ----  | 30    | 7.0      | 6        | 0           | 3        | 1     | 1        | 7        | 1     | 0        | 2     | 1        | 1.29     | 1.28    |
| 2024     | MIL      | 6     | 0     | 0     | 0     | 0        | 0     | 0     | 0        | 2           | ----  | 22    | 6.0      | 3        | 1           | 1        | 0     | 0        | 6        | 0     | 0        | 1     | 1        | 1.50     | 0.67    |
| MLB：3年 | MLB：3年 | 33    | 0     | 0     | 0     | 0        | 2     | 2     | 0        | 3           | .500  | 133   | 30.1     | 33       | 5           | 11       | 2     | 1        | 27       | 1     | 0        | 22    | 17       | 5.04     | 1.45    |

- 2024年度シーズン終了時

### 年度別守備成績
| 年 度 | 球 団 | 投手（P） | 投手（P） | 投手（P） | 投手（P） | 投手（P） | 投手（P） |
| 年 度 | 球 団 | 試 合     | 刺 殺     | 補 殺     | 失 策     | 併 殺     | 守 備 率  |
| ----- | ----- | --------- | --------- | --------- | --------- | --------- | --------- |
| 2021  | ARI   | 21        | 0         | 1         | 0         | 0         | 1.000     |
| 2023  | SEA   | 1         | 1         | 0         | 0         | 0         | 1.000     |
| 2023  | MIL   | 5         | 2         | 1         | 0         | 0         | 1.000     |
| '23計 | MIL   | 6         | 3         | 1         | 0         | 0         | 1.000     |
| 2024  | MIL   | 6         | 0         | 1         | 0         | 0         | 1.000     |
| MLB   | MLB   | 33        | 3         | 3         | 0         | 0         | 1.000     |

- 2024年度シーズン終了時

### 記録
MiLB
- オールスター・フューチャーズゲーム選出：1回（2019年）

### 背番号
- 33（2021年）
- 50（2023年4月9日、2023年9月20日 - 2024年4月13日）
- 36（2023年7月3日 - 同年7月4日）

### 代表歴
- 第40回日米大学野球選手権大会 アメリカ合衆国代表（2016年）